# Bad Piggies
Bad Piggies es un videojuego de lógica desarrollado por la compañía finlandesa Rovio Entertainment como Spin-off de la saga Angry Birds. Fue lanzado el 27 de septiembre de 2012 para iOS, Windows, Android y Mac, y a diferencia de Angry Birds, en Bad Piggies el jugador controla a los cerdos construyendo artilugios para rodar o volar, con el fin de encontrar los huevos de los pájaros.
La versión para Windows Phone fue lanzada en abril de 2014.
Entre mayo y agosto de 2019 el juego fue eliminado de las tiendas, pero volvió a inicios de 2020.

## Jugabilidad
El objetivo del juego es construir un artefacto que transporte a Ross desde el punto de partida hasta la meta, indicada en el mapa. Estos artilugios consisten de estructuras en forma de bloques, las cuales pueden o deben contener (según el caso que se dice) otros objetos tales como ruedas, botellas propulsoras, cohetes, sombrillas (para aumentar la resistencia del aire), motores, ventiladores, rotores, explosivos, superficies aerodinámicas, resortes, cuerdas, ventosas, globos, etc. En caso de que el artilugio tenga distintos tipos de dispositivos propulsores (que es lo normal), el jugador podrá accionarlos por separado ya sea tocándolos (en dispositivos táctiles) o haciendo clic en ellos (en la versión para computadora). El juego posee gráficos bidimensionales y un avanzado sistema de físicos que proporciona infinitas posibilidades de jugabilidad. Los principales materiales del juego son madera y hierro, y cada uno tiene sus ventajas e inconvenientes por lo que el jugador tiene que decidir la forma de usarlos (cuando le sea posible). En este juego, la madera es un material ligero, pero frágil y con riesgo de zafado; y el hierro es pesado, pero resistente incluso a explosiones y fuertes golpes. También se tendrán que tener en cuenta otros aspectos como por ejemplo la mayor inercia y menor aceleración de los bloques de hierro, y viceversa con los de madera, entre otros.
Similar a Angry Birds, el jugador puede ganar hasta 3 estrellas por nivel, pero las estrellas no se ganan anotando puntos, sino que los jugadores ganan automáticamente una estrella al llegar a la meta y cumpliendo ciertos requisitos. El juego permite alcanzar los objetivos, uno por uno; en ocasiones, se pueden conseguir dos o tres estrellas a la vez, con los ajustes adecuados. Para cada nivel, cualquier estrella se puede conseguir cumpliendo con uno de los tres de los siguientes objetivos:
- Llegar a la meta dentro de un plazo determinado de tiempo.
- Conseguir una estrella en el campo de juego.
- No usar un objeto determinado (por ejemplo, una rueda). Esto se indica en la parte superior.
- Evitar que el vehículo se destruya antes de llegar a la meta.
- Transportar al Rey Cerdo hasta la meta.
- El transporte del huevo es necesario en Flight in the Night.
- El transporte de una calabaza con dulces es necesario en la primera parte de Tusk 'til Dawn.
- Aunque no es un objetivo propiamente, evitar que el artilugio haga demasiado ruido en presencia de un pájaro (en Flight in the Night y en varios niveles de Tusk 'til Dawn), para evitar el ataque del ave.

## Episodios
- Ground Hog Day: Es un episodio que al jugador le permite usar vehículos terrestres y el panorama es de día y mediodía. En cada nivel, la meta es llegar hasta un trozo de papel. La historia continúa en el nivel When Pigs Fly.

- When Pigs Fly: Es un episodio que al jugador le permite usar vehículos/artilugios voladores/aéreos y el jugador ya puede usar los globos que le permiten al cerdito flotar. El panorama es de ocaso. En cada nivel, la meta es llegar hasta los trozos del mapa de madera.

- Rise and Swine: Es un episodio que al jugador le permite usar vehículos que se pegan en cualquier superficie y cajas de guantes de boxeo. El panorama es de un día triste. En cada nivel, la meta es llegar a un pedazo de pastel. Es opcional atrapar varios postres (Helado, 2 tipos de Magdalenas, y un pan dulce con relleno).

- Flight in the Night: Es un episodio que al jugador lo use al máximo y su creatividad para crear artilugios tanto terrestres como aéreos. El panorama es de noche. El juego tiene una dificultad más en algunos niveles: el cerdito deberá de ir en silencio, ya que de lo contrario, despertará a algunos pájaros. Entre los incluidos están Red, Chuck (de sueño ligero) y los Blues.

- Dusk until Dawn: En este bloque, el jugador aprovecha todos los vehículos para llegar a un espanta-pesadillas. Un reto más, en algunos niveles del juego será evitar que Red (el pájaro rojo de Angry Birds) despierte con algún ruido del vehículo del cerdito; en caso de despertar, el pájaro golpeará el vehículo del cerdito; al igual que en Flight in the Night.

- The Road to El Porkado: Es un episodio que al jugador le permite usar vehículos terrestres y aéreos y el panorama es de día con nieve. En cada nivel, la meta es llegar hasta un pedazo de piedra.

- Road Hogs: Es un modo de juego donde se compite para pasar un escenario en un determinado tiempo. En cada nivel, el jugador deberá construir el vehículo más adecuado para que el Cerdito llegue a la meta en un tiempo límite, similar a las carreras de autos. Si el jugador llega tarde a un récord y temprano a otro, sólo ganará una estrella. En caso de llegar demasiado tarde, no recibirá nada. Este juego mezcla escenarios terrestres y aéreos; además de pequeños huecos que deberá saltar rápido para no chocar.

- Sandbox : Este modo incluye un modo libre aparte de la historia, donde cada una de las tres historias hay dos grandes niveles en los que el objetivo es recolectar todos los bloques de estrellas, 20 cajas esparcidas en el nivel. Al activar Rise And Swine, aparecen todos los tipos de postres, esparcidos por todos los niveles. Hay un nivel de cubo de Sandbox llamado Little Pig Adventure

- Field of Dreams : que contiene 40 bloques y le permite al jugador volar su creatividad con más de 300 partes en total. Field of Dreams es de pago, aunque en PC y Mac es gratuito con el juego completo. Ninguno de los juegos establece restricciones o condiciones en particular, lo que permite diseños a la elección del jugador. El 26 de febrero de 2015, salió un nuevo Sandbox llamado Little Pig Adventure, es gratuito pero cuesta 300 snout coins.

- Find the Skulls: Es un episodio adicional en Sandbox. El objetivo es encontrar los 45 cráneos alrededor del juego. Haciendo esto se desbloqueará un nivel en la que el jugador debe recolectar todas las estrellas. Es similar a los Golden Eggs de Angry Birds.

- Cake race: Similar a Road Hogs, aquí deberemos hallar el mayor número de pasteles posibles mientras competimos contra un rival

## Argumento del juego
La historia comienza en un día normal; mientras Ross, el cerdo con pecas, y su el cerdo mecánico cargaban al Rey Cerdo; de pronto encontraron un telescopio y vieron los huevos a una distancia lejana. El cerdo mecánico dibujó un mapa para encontrarlos, pero Ross lo hizo trizas con un ventilador. Al final, logran armar el mapa y llegar al punto; mas no encontraron huevos. De pronto, el mecánico visualiza los huevos en otro sitio. Éste hace otro mapa, pero Rey Cerdo le pide que lo trace en madera. De pronto, Ross abre la dinamita y explota, por lo que los pedazos vuelan. El Rey los obliga a ir por los pedazos. Al final del nivel, logran rearmar el mapa; pero se llevan la sorpresa de que los huevos no están. Ross se da cuenta de que los huevos están pintados en el telescopio y los dos cerditos huyen, mientras el Rey Cerdo los insultaba con palabrotas; al mismo tiempo en que los Blues se reían de su broma.
Tiempo después, estaban Ross, mecánico y otro cerdito tristes por no poder conseguir los huevos y estar hambrientos. Ross se estaba comiendo un supuesto pastel de arena decorado con flores (el cual comía con desagrado) mientras el mecánico olía un pastel hecho por el mejor cocinero de toda la Isla Cerdito, uno creado por el Chef Cerdo. Mecánico hizo un vehículo para ir por el pastel; pero en el proceso, todos chocan con el Chef. Éste les reclama que sin pastel, ahora el Rey Cerdo se iba a poner furioso. Al final del nivel, los tres cerditos llegan con el Rey Cerdo, quien está sumamente enojado. En eso, el cerdito, Mecánico y Ross le hicieron un pastel más grande y delicioso; por lo cual el Rey Cerdo sonríe dichoso.
Habían llegado hasta los huevos, era de noche y Ross trajo uno, por lo que entre todos, deciden buscar el mejor modo de llevárselo sin que los pájaros lo noten; o los golpearían. Por desgracia, los cerditos se dan cuenta de que no eran huevos, sino piedras cuando el Rey Cerdo intenta romper uno con un martillo, lo que lo enfada y los Blues nuevamente ríen.
Tiempo después, llega octubre y las fiestas de Halloween. En una tarde normal, estaba Ross llegando a un edificio con su calabaza de plástico llena de dulces; cuando llegó, decidió comer algunos, pero le pesó tanto que se quedó dormido. De pronto, cuando despierta, se da cuenta de que unos cerditos zombis se comen sus dulces; por lo que empieza a gritar del miedo. En eso, un extraño cerdo con barba y bigote toma su calabaza con dulces y se la arroja en la cabeza, haciéndole ver pajaritos. De pronto, suena el despertador: tuvo una mala pesadilla, y Ross despierta feliz, viendo a sus amigos; descubriendo que todo fue un mal sueño.
En el castillo del Rey Cerdo, todos los cerdos se reunían asombrados para informarse la desaparición de una vasija, por lo que Ross marcha a El Porkado para encontrar otro objeto. Poco después, abre una puerta hacia un pasadizo secreto y encuentra una estatua de oro y un tesoro, para llevárselos al Rey Cerdo.
Mientras Ross intentaba superar un nivel, su vehículo se rompió y éste cayó en una misteriosa cueva, donde encuentra una caja de madera con útiles nuevos para el vehículo, de la cual Ross encuentra una rueda dorada. Ya construido el nuevo artilugio (un avión), Ross usa el telescopio para divisar los huevos y entrar en la aventura.
Todos los cerditos fueron invitados a la Carrera Pastelera, en el que un par de cerditos construyeron sus vehículos para poder atrapar la mayor cantidad de pasteles. El cerdito con casco atrapa uno, pero Ross se asusta al descubrir que la dinamita va a estallar, y los cerditos en las gradas se ríen cuando explota.

## Power-ups
Similar a las otras entregas de Angry Birds; también se disponen de potenciadores (Power-Ups) las cuales son de costo. Se disponen cinco opciones: 
- Súper Pegamento: Un súper pegamento que hace pegar el vehículo para que no se rompa con facilidad. Útil para obtener 1 de las 3 estrellas.
- Súper Imán: Te hace aparecer un imán para atraer fácilmente las cajas con estrellas y los postres en la periferia.
- Turbo: Un motor turbo que hace incrementar más alto el nivel de energía o de la velocidad en el vehículo.
- Súper Mecánico: Este potenciador envía un cerdo mecánico, quien construye el mejor vehículo para lograr conseguir las tres estrellas. Una vez usado, se desbloquea en los niveles que se usó.
- Visión Nocturna: Exclusivo de The Road to El Porkado, es útil para ver en la oscuridad cosas que no son visibles al ojo humano.

A partir de la versión 1.5.0, las versiones de PC y Mac incluyen por primera vez los potenciadores. Estos no se obtienen por compra, sino por logros que se tienen que obtener en el juego mismo; consiguiendo postres en todos los niveles de juego. Estos potenciadores se obtienen en un nivel extra no oficial, al alimentar al Rey Cerdo con estos postres; aunque los beneficios salen de forma aleatoria y esporádica (no siempre proporciona un potenciador).

## Descontinuación de la versión de PC
El 13 de noviembre de 2014, Rovio confirmó en sus F.A.Q (Preguntas Frecuentes) dentro de su página oficial, que las versiones de PC (Angry Birds, Angry Birds Seasons, Angry Birds Rio, Angry Birds Space, Angry Birds Star Wars I - II y Bad Piggies) dejan de recibir constantemente sus actualizaciones dando por "descontinuada" a dicha versión, Además de descargarlas desde su tienda en línea.